# Barrage de Coaracy Nunes
Le barrage de Coaracy Nunes, est situé sur le Rio Araguari, à environ 15 km de Ferreira Gomes et 150 km de Macapá.

## Histoire
Le barrage de Coaracy Nunes a été la première centrale hydroélectrique d’Amazonie. Après une phase d'étude commencée en 1956, la phase initiale de la construction est lancée au début des années 1970 et s'est achevée en 1975. Sa puissance totale est de 40 MW puis de 78 MW et il approvisionnait en électricité les petites villes voisines.
Il fait partie des trois centrales hydroélectriques freinant le débit du Rio, qui perd progressivement de sa puissance, faute de suffisamment de vitesse pour parcourir le tronçon qui le mène à l’estuaire. À partir de Porto Grande, il perd ses caractéristiques fluviales et se transforme en lac.